# Fleury (Aude)
Fleury es una comuna y población de Francia, en la región de Languedoc-Rosellón, departamento de Aude, en el distrito de Narbona y cantón de Coursan.
Su población en el censo de 1999 era de 2.547 habitantes.
Está integrada en la Communauté d'agglomération de la Narbonnaise.

## Demografía
| 2,014 | 2,030 | 1,877 | 2,027 | 2,264 | 2,547 |
| Para los censos de 1962 a 1999 la población legal corresponde a la población sin duplicidades (Fuente: INSEE [Consultar]) |       |       |       |       |       |